# Иса Мохамед
Иса Абдула Хемед Мохамед (енгл. Issa Abdulla Hemed Mohamed; Момбаса, 1. март 1995) кенијски је пливач чија специјалност су спринтерске трке слободним и делфин стилом. 

## Спортска каријера
Мохамед је представљао Кенију на три светска првенства у великим базенима — у Казању 2015, Будимпешти 2017. и Квангџуу 2019. године, те на светском првенству у канадском Виндзору 2016. године
Такмичио се и на Играма Комонвелта у Глазгову 2014. и Гоулд Коусту 2018, а најбољи резултат у каријери остварио је на Афричким играма 2019. у Казабланци где је пливао финалне трке штафета на 4×100 слободно и 4×100 мешовито микс. 